# Peter V. Brett
Peter V. Brett, född 8 februari 1973, är en amerikansk författare inom fantasygenren, mest känd för sin serie The Demon Cycle. Hans verk har för sin unika världsbyggnad och spännande handling fått ett brett internationellt erkännande.

## Biografi
Peter V. Brett föddes i New Rochelle, New York. Han studerade engelsk litteratur och konsthistoria vid University at Buffalo, där han tog sin examen 1995. Innan han blev författare på heltid arbetade han inom farmaceutisk förlagsverksamhet. Brett har uttryckt en livslång passion för fantasy och science fiction, och han började skriva sin debutroman under sina dagliga pendlingar till arbetet.

## The Demon Cycle
Bretts mest kända verk är The Demon Cycle, en episk fantasyserie som utspelar sig i en värld där människor lever i rädsla för demoner som stiger upp från jorden varje natt. Serien inkluderar:
1. The Painted Man (2008) – Publicerad i USA som The Warded Man (2009)
2. The Desert Spear (2010)
3. The Daylight War (2013)
4. The Skull Throne (2015)
5. The Core (2017)[4]

Böckerna har blivit bästsäljare och översatts till flera språk. Serien är känd för sin komplexa magisystem, starka karaktärer och djupa teman om mod och överlevnad.

## Senare verk
Efter avslutningen av The Demon Cycle har Brett fortsatt att utforska sin fantasivärld genom spin-off-berättelser. Han har även börjat arbeta på nya projekt inom fantasygenren.

## Stil och inflytanden
Bretts skrivande har påverkats av författare som J.R.R. Tolkien, Robert Jordan och George R.R. Martin. Hans verk kombinerar klassiska fantasyinslag med nytänkande världsbyggnad och karaktärsdrivna handlingar.

## Mottagande och inflytande
Bretts böcker har fått ett starkt mottagande inom fantasygemenskapen. Han har blivit hyllad för sin innovativa magisystem och sitt fängslande berättande. Hans verk har inspirerat många nya författare och hans böcker har etablerat honom som en betydande röst inom modern fantasy.